# Amalie Seidel
Amalie Seidel, née Amalie Ryba le 21 février 1876 à Autriche (Empire austro-hongrois) et morte le 11 mai 1952 dans la même ville, est une femme politique et féministe autrichienne, membre du SPÖ.

## Biographie
Fille d'un serrurier, Amalie Seidel milite dans les mouvements ouvriers à partir des années 1880 et participe à l'organisation de la première grève de femmes ouvrières en Autriche. Également féministe, elle écrit dans le journal Libertas. En 1900, elle devient présidente d'un comité féministe local et en 1902 du comité national. En 1919, elle est l'une des premières femmes à siéger au Parlement autrichien. Elle garde son siège jusqu'en 1934, consacrant son activité législative aux questions relatives à l'enfance et à la santé, travaillant notamment avec Julius Tandler. Après la guerre civile autrichienne de 1934, elle est emprisonnée pendant un mois puis utilise sa maison pour organiser des réunions clandestines de femmes socialistes alors que le pays est devenu une dictature. En 1942, elle épouse Sigmund Rausnitz, un Juif, afin de le protéger contre les persécutions nazie. Elle est brièvement emprisonnée après la tentative d'assassinat contre Adolf Hitler en 1944.

## Sources
- (de) Cet article est partiellement ou en totalité issu de l’article de Wikipédia en allemand intitulé « Amalie Seidel » (voir la liste des auteurs).

- (en) Cet article est partiellement ou en totalité issu de l’article de Wikipédia en anglais intitulé « Amalie Seidel » (voir la liste des auteurs).